# Groupe simple d'ordre 168
En mathématiques, et plus précisément en théorie des groupes, un groupe simple est un groupe qui n'admet aucun sous-groupe distingué propre. La classification des groupes simples finis montre qu'il est possible de les ranger en quatre catégories : les groupes cycliques d'ordre un nombre premier, les groupes alternés, les groupes de type Lie et les groupes sporadiques.
Le plus petit groupe simple de type Lie est d'ordre 168 ; il est le premier élément de sa catégorie. C'est, à isomorphisme près, le seul groupe simple d'ordre 168. Il peut être vu comme le groupe linéaire d'un espace vectoriel de dimension 3 sur le corps F2, et on en déduit que c'est également le groupe des symétries du plan de Fano. C'est encore le groupe projectif spécial linéaire d'un espace de dimension 2 sur le corps F7. Il peut aussi être vu comme le groupe de Galois sur ℚ du polynôme X7 – 7X + 3, ou le groupe des automorphismes de la quartique de Klein, qui est la courbe du plan projectif complexe définie par le polynôme P suivant :
Ce groupe intervient par exemple dans des démonstrations, du dernier théorème de Fermat pour l'exposant n égal à 7.

## Groupe linéaire GL3(F2)

### Classes de conjugaison
Le groupe GL3(F2), groupe linéaire d'un espace vectoriel E de dimension 3 sur le corps fini F2 à deux éléments, est noté G dans la suite.
Si φ est un élément de G et (e1, e2, e3) une base de E, φ(e1) peut prendre 7 valeurs distinctes, toutes celles différentes du vecteur nul. Le vecteur φ(e2) peut être choisi dans un ensemble de 6 valeurs, à savoir tous les vecteurs non colinéaires à φ(e1). Enfin, φ(e3) est un vecteur quelconque hors du plan engendré par φ(e1) et φ(e2), soit 4 valeurs possibles, ce qui établit la proposition suivante :
- Le groupe GL3(F2) est d'ordre 168 (= 7×6×4).

Le tableau des classes de conjugaison du groupe est le suivant :
| Ordre multiplicatif | Polynôme minimal | Cardinal |
| ------------------- | ---------------- | -------- |
| 1                   | X + 1            | 1        |
| 2                   | X2 + 1           | 21       |
| 3                   | X3 +1            | 56       |
| 4                   | X3 + X2 + X + 1  | 42       |
| 7                   | X3 + X + 1       | 24       |
| 7                   | X3 + X2 + 1      | 24       |

Deux automorphismes conjugués d'un espace vectoriel de dimension finie ont même polynôme minimal (et donc même ordre). La première colonne du tableau indique l'ordre commun aux éléments de la classe, la deuxième colonne leur polynôme minimal commun, et la troisième leur nombre.

### Caractère
La détermination des classes de conjugaison permet d'établir la table des caractères du groupe. Comme il existe 6 classes de conjugaison, il existe exactement 6 représentations irréductibles complexes à équivalence près. Les classes sont nommées en fonction de l'ordre de leurs éléments et les représentations en fonction de leur degré. Comme il existe deux représentations de degré 3 et deux classes composées d'éléments d'ordre 7, ces classes et ces représentations sont indexées par une lettre. On obtient la table suivante  :
| Car. irr. | C1 | C2 | C3 | C4 | C7a        | C7b        |
| --------- | -- | -- | -- | -- | ---------- | ---------- |
| χ1        | 1  | 1  | 1  | 1  | 1          | 1          |
| χ3a       | 3  | –1 | 0  | 1  | (–1+i√7)/2 | (–1–i√7)/2 |
| χ3b       | 3  | –1 | 0  | 1  | (–1–i√7)/2 | (–1+i√7)/2 |
| χ6        | 6  | 2  | 0  | 0  | –1         | –1         |
| χ7        | 7  | –1 | 1  | –1 | 0          | 0          |
| χ8        | 8  | 0  | –1 | 0  | 1          | 1          |

### Simplicité
- Le groupe GL3(F2) est simple.

Une manière simple de s'en rendre compte est d'étudier la table des caractères. À l'exception du caractère trivial, ils sont tous associés à des représentations fidèles, c'est-à-dire injectives. Pour le vérifier il suffit de remarquer que la trace de l'identité n'est obtenue que pour l'image de l'élément neutre. Si le groupe possédait un sous-groupe distingué non trivial, il existerait un morphisme de G non injectif et non trivial. Le morphisme et une représentation du groupe d'arrivée fournirait une représentation non injective et non triviale.
Il existe aussi une démonstration plus directe.
Remarque : en admettant que ce groupe est isomorphe à PSL2(F7), sa simplicité n'est qu'un cas particulier de celle de tous les PSLn(K) sauf PSL2(F2)≃S3 et PSL2(F3)≃A4.

## Présentation par générateurs et relations
Une présentation du groupe utilise deux générateurs s et t et les relations :
s7 = t2 = (ts)3 = (ts4)4 = 1.
Le groupe peut être vu comme PSL(2,F7), soient les transformations homographiques de déterminant 1 prises modulo ±id de la droite projective PG(2,F7) (8 points). Celle-ci peut être vue comme F7 complété par un point à l'infini avec les conventions usuelles pour le calcul. Le produit étant la composition notée dans l'ordre usuel, on peut choisir pour générateurs s : z ↦ z + 1 et t : z ↦ −1/z. Un calcul simple permet de vérifier les 4 relations.